# 张高澄
张高澄（1952年—），原名张雪凌，男，祖籍四川，生于北京，中国学者、企业家、龙门派道士，现任中国道教协会副会长，天台山桐柏宫方丈。